# 神崎ちろ
神崎 ちろ（かんざき ちろ、本名：吉村 羽津美、よしむら はつみ、1979年6月26日 - ）は、日本の女性声優、プロ雀士。オフィス ワタナベ所属。福岡県出身。

## 略歴
子供の頃からアニメはあまり見ておらず、声優の仕事についても意識していなかった。高校3年生になり進路に迷うようになると、友人から「感情を素直に表現する性格だから、声優の仕事が向いていると思うよ」とアドバイスをもらい、声優学校のオーディションを紹介される。また、横山智佐の著書にも後押しされたことから、声優になる決意を固めた。
井上和彦の声優教室6期生。
アニメのデビュー作は『シスター・プリンセス』の鈴凛役で、これが初めてオーディションを受けた作品だとしている。
2009年8月まで元氣プロジェクトに所属していた。

## 人物
『カッパの飼い方』で共演した麻雀愛好家で知られる萩原聖人に、「麻雀とかやらないの?」と声をかけられた事が麻雀を始めるきっかけとなった。その後は、神崎 はつみ（かんざき はつみ、神崎 羽津美）名義で最高位戦日本プロ麻雀協会に所属していた。
趣味は海・水族館に行くこと。特技はギター、絵画、珠算3級、書道3段、自動二輪小型免許。

## 出演
太字はメインキャラクター。

### テレビアニメ
2001年
- シスター・プリンセス（2001年 - 2002年、鈴凛） - 2シリーズ
- 星のカービィ（2001年 - 2003年、ロロロ、クー、ブレイドナイト、近衛兵、ハナ〈2代目〉、ワドルドゥ〈6話〉、クラッコ、近衛兵ヴィー、トルネイドン、レイゾウ、コン、ソードナイト〈47話〉、ヘビーアナコンダー）

2002年
- スパイラル －推理の絆－（女子部員）

2003年
- 幻影闘士バストフレモン（クーラ、ミントの友達）

2005年
- 韋駄天翔（山登あゆむ）
- うえきの法則（黒木照男）
- カッパの飼い方（かぁたん）
- 好きなものは好きだからしょうがない!!（椎名廉、本城祭〈子供〉）

2006年
- あまえないでよっ!!喝!!（看護師）
- 妖逆門（阿波唯、座敷わらし、アイちゃん）

2007年
- 南の島の小さな飛行機 バーディー（バーディー〈2代目〉）

2008年
- 恋姫†無双（2008年 - 2010年、文醜） - 3シリーズ

2009年
- 咲-Saki-（2009年 - 2014年、吉留未春） - 2シリーズ

2018年
- 俺が好きなのは妹だけど妹じゃない（鈴凛）

### OVA
- 今日の5の2（2006年、ハナコ）
- ToHeart2（2007年、小牧郁乃）
- 恋姫†無双（2009年 - 2010年、文醜）

### ゲーム
- シスター・プリンセス（2001年、鈴凛）
- ToHeart2（2004年、小牧郁乃）
- 状況開始っ!（2005年、友成由実）
- 恋姫†夢想 〜ドキッ☆乙女だらけの三国志演義〜（2007年、文醜）
- キラ☆キラ 〜Rock'n'RollShow〜（2009年、古暮智）
- ToHeart2 ダンジョントラベラーズ（2009年、小牧郁乃）
- 咲-Saki- Portable（2010年、吉留未春）
- 絶対ヒーロー改造計画（2010年、藤谷マナ）
- ハートフルシミュレーター PACHISLOT ToHeart2（2012年、小牧郁乃）
- ToHeartハートフルパーティ（2014年、小牧郁乃）
- 咲-Saki- 全国編（2015年、吉留未春）

### ドラマCD
- G線上の魔王 サウンドドラマ-償いの章- 第一巻（美輪椿姫）
- スーパーメイドちるみさん（原田健）

### テレビ番組
- ひとりでできるもん! どこでもクッキング（みぃる） - 着ぐるみの操演と声を担当

### ラジオ
- かかずゆみの超輝け!大和魂!!（2005年9月2日から同年11月4日の配信分まで儀武ゆう子と共に代役パーソナリティを務めた）
- カッパの話し方
- 神崎ちろのちゅるりら万博
- G線上の魔王PRESENTS ハルと栄一のハル★イチBANG×2（ゲスト出演、2008年12月19日 第4回）

### その他コンテンツ
- Sister princess Valentine Party
- 「声優グランプリ」公認!声優界<雀王>決定戦! <J-1グランプリ> Vol.1 DVD（2008年）
- 「声優グランプリ」公認!声優界<雀王>決定戦! <J-1グランプリ> Vol.2 DVD（2009年）
- 「声優グランプリ」公認!声優界<雀王>決定戦! <J-1グランプリ> Vol.3 DVD（2010年）
- ライトノベル「雀-肌上の猛牌」（集英社スーパーダッシュ文庫）において麻雀監修

## ディスコグラフィ

### 未音源化楽曲
| 時期         | 楽曲                | 歌                   | 備考                                |
| ------------ | ------------------- | -------------------- | ----------------------------------- |
| 2001年4月4日 | 「CRYSTAL FANTASY」 | クリスタルチェリーズ | 『DVDボイスアニメージュ Vol.6』より |

### ユニットメンバー
1. ↑  落合祐里香、篠原江美子、中原麻衣、吉田真弓、秋野ひとみ、山中亜衣、若菜ようこ、神崎ちろ